# 库杜古
库杜古（法語：Koudougou）是位于布基纳法索中部的一座城市，也是中西大区及布尔基恩德省的首府。 